# Campeonato Brasileiro Série D 2021
In 2021 werd het dertiende Campeonato Brasileiro Série D gespeeld. Dit is een competitie die het vierde hoogste niveau in het Braziliaanse voetbal vormt, net onder de Série C. Er nemen 68 clubs deel, waarvan er vier zich plaatsen voor de Série C van 2022. De competitie wordt gespeelde van 26 mei tot 13 november. Aparecidense werd kampioen. 

## Format
Er namen 68 clubs deel, als volgt bepaald: 
- De vier clubs die het voorgaande jaar degradeerden uit de Série C.
- De staat met de eerste plaats op de CBF-ranking mocht vier clubs afvaardigen.
- De plaatsen twee tot en met negen op de ranking mochten drie clubs afvaardigen
- De plaatsen tien tot en met negentien op de ranking mochten twee clubs afvaardigen
- De overige acht federaties mochten ook twee clubs afvaardigen, maar slechts één club was automatische voor de groepsfase geplaatst, de andere club speelde eerste een voorronde waarvan de vier winnaars zich nog plaatsten voor de groepsfase.

Welke clubs deelnemen aan de Série D wordt bepaald door de staten. Doorgaans wordt de staatscompetitie hiervoor gebruikt, maar er kunnen ook andere criteria voor zijn zoals een staatsbeker.
Het format van vorig jaar werd behouden. De 64 teams die zich voor de hoofdfase plaatsten speelden in acht groepen van acht clubs. De top vier van de groepen plaatst zich voor de tweede fase. Vanaf nu wordt er via een knock-outsysteem gespeeld. De winnaars van de kwartfinales kwalificeren zich voor de Série C. Aangezien er geen Série E is, is er geen degradatie, maar clubs moeten zich het volgende jaar opnieuw kwalificeren voor de Série D via hun staatskampioenschappen.

## Deelnemers
| Club                | Stad                    | Staat               | Hoe geklasseerd                                        | Stadion                   | Capaciteit |
| ------------------- | ----------------------- | ------------------- | ------------------------------------------------------ | ------------------------- | ---------- |
| 4 de Julho          | Piripiri                | Piauí               | Kampioen Staatscompetitie 2020                         | Arena Ytacoatyara         | 8.500      |
| ABC                 | Natal                   | Rio Grande do Norte | Kampioen Staatscompetitie 2020                         | Frasqueirão               | 18.000     |
| Águia Negra         | Rio Brilhante           | Mato Grosso do Sul  | Kampioen Staatscompetitie 2020                         | Ninho D'Águia             | 8.000      |
| Aimoré              | São Leopoldo            | Rio Grande do Sul   | Derde best geklasseerde Staatscompetitie 2020          | Cristo-Rei                | 7.800      |
| América de Natal    | Natal                   | Rio Grande do Norte | Vicekampioen Staatscompetitie 2020                     | Arena das Dunas           | 32.050     |
| Aparecidense        | Aparecida de Goiânia    | Goiás               | Derde best geklasseerde Staatscompetitie 2020          | Aníbal Toledo             | 5.000      |
| Aquidauanense       | Aquidauana              | Mato Grosso do Sul  | Vicekampioen Staatscompetitie 2020                     | Noroeste                  | 5.000      |
| ASA                 | Arapiraca               | Alagoas             | Winnaar Copa Alagoas 2020                              | Fumeirão                  | 15.332     |
| Atlético Acreano    | Rio Branco              | Acre                | Best geklasseerde van de Staatscompetitie 2020         | Arena Acreana             | 20.000     |
| Atlético Cearense   | Fortaleza               | Ceará               | Tweede best geklasseerde Staatscompetitie 2020         | Domingão                  | 10.500     |
| Atlético Alagoinhas | Alagoinhas              | Bahia               | Best geklasseerde van de Staatscompetitie 2020         | Carneirão                 | 16.000     |
| Bahia de Feira      | Feira de Santana        | Bahia               | Derde best geklasseerde Staatscompetitie 2020          | Arena Cajueiro            | 4.000      |
| Bangu               | Rio de Janeiro          | Rio de Janeiro      | Derde best geklasseerde Staatscompetitie 2020          | Moça Bonita               | 9.500      |
| Boa Esporte         | Varginha                | Minas Gerais        | 19 de plaats Série C de 2020                           | Melão                     | 15.471     |
| Boavista            | Saquarema               | Rio de Janeiro      | Best geklasseerde van de Staatscompetitie 2020         | Elcyr Resende             | 2.058      |
| Brasiliense         | Taguatinga              | Federaal District   | Vicekampioen Metropolitano 2020                        | Boca do Jacaré            | 28.800     |
| Caldense            | Poços de Caldas         | Minas Gerais        | Best geklasseerde van de Staatscompetitie 2020         | Ronaldão                  | 7.600      |
| Campinense          | Campina Grande          | Paraíba             | Best geklasseerde van de Staatscompetitie 2020         | Amigão                    | 19.000     |
| Castanhal           | Castanhal               | Pará                | Best geklasseerde van de Staatscompetitie 2020         | Modelão                   | 5.000      |
| Caucaia             | Caucaia                 | Ceará               | Derde best geklasseerde Staatscompetitie 2020          | Raimundão                 | 4.000      |
| Caxias              | Caxias do Sul           | Rio Grande do Sul   | Best geklasseerde van de Staatscompetitie 2020         | Centenário                | 22.132     |
| Central             | Caruaru                 | Pernambuco          | Derde best geklasseerde Staatscompetitie 2020          | Lacerdão                  | 19.478     |
| Cianorte            | Cianorte                | Paraná              | Tweede best geklasseerde Staatscompetitie 2020         | Albino Turbay             | 4.000      |
| Esportivo           | Bento Gonçalves         | Rio Grande do Sul   | Tweede best geklasseerde Staatscompetitie 2020         | Montanha dos Vinhedos     | 15.000     |
| Fast Clube          | Manaus                  | Amazonas            | Tweede best geklasseerde Staatscompetitie 2020         | Colina                    | 10.000     |
| FC Cascavel         | Cascavel                | Paraná              | Best geklasseerde van de Staatscompetitie 2020         | Olímpico Regional         | 28.125     |
| Ferroviária         | Araraquara              | São Paulo           | Tweede best geklasseerde van de Staatscompetitie 2020  | Fonte Luminosa            | 20.000     |
| Galvez              | Rio Branco              | Acre                | Kampioen Staatscompetitie 2020                         | Arena Acreana             | 20.000     |
| Gama                | Gama                    | Federaal District   | Kampioen Metropolitano 2020                            | Mané Garrincha            | 78.000     |
| GAS                 | Caracaraí               | Roraima             | Vicekampioen Staatscompetitie 2020                     | Flamarion Vasconcelos     | 4.556      |
| Goianésia           | Goianésia               | Goiás               | Best geklasseerde van de Staatscompetitie 2020         | Valdeir José de Oliveira  | 6.000      |
| Guarany de Sobral   | Sobral                  | Ceará               | Best geklasseerde van de Staatscompetitie 2020         | Junco                     | 10.000     |
| Imperatriz          | Imperatriz              | Maranhão            | 20ste plaats Série C de 2020                           | Frei Epifânio             | 10.000     |
| Inter de Limeira    | Limeira                 | São Paulo           | Derde beste geklasseerde van de Staatscompetitie 2020  | Limeirão                  | 18.000     |
| Itabaiana           | Itabaiana               | Sergipe             | Tweede beste geklasseerde van de Staatscompetitie 2020 | Etelvino Mendonça         | 10.000     |
| Jaraguá             | Jaraguá                 | Goiás               | Tweede best geklasseerde Staatscompetitie 2020         | Amintas de Freitas        | 4.000      |
| Joinville           | Joinville               | Santa Catarina      | Derde best geklasseerde Staatscompetitie 2020          | Arena Joinville           | 17.545     |
| Juazeirense         | Juazeiro                | Bahia               | Tweede best geklasseerde Staatscompetitie 2020         | Adautão                   | 12.120     |
| Juventude           | São Mateus do Maranhão  | Maranhão            | Tweede beste geklasseerde van de Staatscompetitie 2020 | Pinheirão                 | 500        |
| Juventus de Jaraguá | Jaraguá do Sul          | Santa Catarina      | Tweede beste geklasseerde van de Staatscompetitie 2020 | João Marcatto             | 10.270     |
| Madureira           | Rio de Janeiro          | Rio de Janeiro      | Tweede best geklasseerde Staatscompetitie 2020         | Conselheiro Galvão        | 5.014      |
| Marcílio Dias       | Itajaí                  | Santa Catarina      | Best geklasseerde van de Staatscompetitie 2020         | Gigantão das Avenidas     | 6.010      |
| Moto Club           | São Luís                | Maranhão            | Best geklasseerde van de Staatscompetitie 2020         | Nhozinho Santos           | 12.891     |
| Murici              | Murici                  | Alagoas             | Best geklasseerde van de Staatscompetitie 2020         | José Gomes da Costa       | 3.500      |
| Nova Mutum          | Nova Mutum              | Mato Grosso         | Kampioen Staatscompetitie 2020                         | Valdir Doilho Wons        | 1.000      |
| Palmas              | Palmas                  | Tocantins           | Kampioen Staatscompetitie 2020                         | Nilton Santos             | 12.000     |
| Paragominas         | Paragominas             | Pará                | Tweede best geklasseerde Staatscompetitie 2020         | Arena Verde               | 10.000     |
| Patrocinense        | Patrocínio              | Minas Gerais        | Derde best geklasseerde Staatscompetitie 2020          | Pedro Alves do Nascimento | 8.000      |
| Penarol             | Itacoatiara             | Amazonas            | Kampioen Staatscompetitie 2020                         | Floro de Mendonça         | 5.000      |
| Picos               | Picos                   | Piauí               | Vicekampioen Staatscompetitie 2020                     | Helvídio Nunes            | 5.000      |
| Porto Velho         | Porto Velho             | Rondônia            | Kampioen Staatscompetitie 2020                         | Aluizão                   | 5.000      |
| Portuguesa          | São Paulo               | São Paulo           | Campeã da Copa Paulista de 2020                        | Canindé                   | 22.375     |
| Real Ariquemes      | Ariquemes               | Rondônia            | Vicekampioen Staatscompetitie 2020                     | Valerião                  | 2.500      |
| Retrô Brasil        | Camaragibe              | Pernambuco          | Tweede best geklasseerde Staatscompetitie 2020         | Arena de Pernambuco       | 44.000     |
| Rio Branco-ES       | Vitória                 | Espírito Santo      | Vicekampioen Staatscompetitie 2020                     | Kleber Andrade            | 20.000     |
| Rio Branco-PR       | Paranaguá               | Paraná              | Derde best geklasseerde Staatscompetitie 2020          | Estradinha                | 4.000      |
| Rio Branco-VN       | Venda Nova do Imigrante | Espírito Santo      | Kampioen Staatscompetitie 2020                         | Olímpio Perim             | 2.100      |
| Santana             | Santana                 | Amapá               | Vicekampioen Staatscompetitie 2020                     | Zerão                     | 10.000     |
| Santo André         | Santo André             | São Paulo           | Best geklasseerde van de Staatscompetitie 2020         | Distrital do Inamar       | 8.075      |
| São Bento           | Sorocaba                | São Paulo           | 18º colocado da Série C de 2020                        | Walter Ribeiro            | 13.772     |
| São Raimundo-RR     | Boa Vista               | Roraima             | Kampioen Staatscompetitie 2020                         | Flamarion Vasconcelos     | 4.556      |
| Sergipe             | Aracaju                 | Sergipe             | Vicekampioen Staatscompetitie 2020                     | Batistão                  | 15.586     |
| Sousa               | Sousa                   | Paraíba             | Tweede best geklasseerde Staatscompetitie 2020         | Marizão                   | 5.400      |
| Tocantinópolis      | Tocantinópolis          | Tocantins           | Vicekampioen Staatscompetitie 2020                     | Ribeirão                  | 8.000      |
| Treze               | Campina Grande          | Paraíba             | 17de plaats Série C de 2020                            | Amigão                    | 19.000     |
| Uberlândia          | Uberlândia              | Minas Gerais        | Tweede best geklasseerde Staatscompetitie 2020         | Parque do Sabiá           | 53.350     |
| União Rondonópolis  | Rondonópolis            | Mato Grosso         | Tweede best geklasseerde Staatscompetitie 2020         | Luthero Lopes             | 19.000     |
| Ypiranga            | Macapá                  | Amapá               | Kampioen Staatscompetitie 2020                         | Zerão                     | 10.000     |

## Voorronde
| Team #1        | Tot.        | Team #2       | 1ste wed | 2de wed |
| -------------- | ----------- | ------------- | -------- | ------- |
| Santana        | 1 - 5       | GAS           | 1 - 2    | 0 - 3   |
| Tocantinópolis | 3 - 3 (4-1) | Picos         | 2 - 0    | 1 - 3   |
| Real Ariquemes | 1 - 5       | Brasiliense   | 0 - 2    | 1 - 3   |
| Aquidauanense  | 1 - 6       | Rio Branco-ES | 1 - 4    | 0 - 2   |

## Groepsfase

### Groep A1
| Plaats | Club             | Wed. | W  | G | V  | Saldo | Ptn. |
| ------ | ---------------- | ---- | -- | - | -- | ----- | ---- |
| 1.     | Castanhal        | 14   | 11 | 3 | 0  | 33:11 | 36   |
| 2.     | São Raimundo-RR  | 14   | 8  | 5 | 1  | 28:11 | 29   |
| 3.     | Penarol          | 14   | 7  | 3 | 4  | 23:14 | 24   |
| 4.     | Galvez           | 14   | 7  | 1 | 6  | 22:24 | 22   |
| 5.     | Fast Clube       | 14   | 3  | 6 | 5  | 21:20 | 15   |
| 6.     | Ypiranga         | 14   | 3  | 4 | 7  | 13:22 | 13   |
| 7.     | GAS              | 14   | 2  | 3 | 9  | 12:29 | 9    |
| 8.     | Atlético Acreano | 14   | 2  | 1 | 11 | 14:35 | 7    |

|  | Geplaatst voor tweede fase |

### Groep A2
| Plaats | Club              | Wed. | W | G | V | Saldo | Ptn. |
| ------ | ----------------- | ---- | - | - | - | ----- | ---- |
| 1.     | Guarany de Sobral | 14   | 9 | 1 | 4 | 24:16 | 28   |
| 2.     | 4 de Julho        | 14   | 7 | 3 | 4 | 18:11 | 24   |
| 3.     | Paragominas       | 14   | 6 | 5 | 3 | 26:19 | 23   |
| 4.     | Moto Club         | 14   | 6 | 3 | 5 | 20:19 | 21   |
| 5.     | Palmas            | 14   | 5 | 3 | 6 | 19:17 | 18   |
| 6.     | Imperatriz        | 14   | 3 | 8 | 3 | 14:17 | 17   |
| 7.     | Juventude         | 14   | 3 | 5 | 6 | 13:21 | 14   |
| 8.     | Tocantinópolis    | 14   | 1 | 4 | 9 | 17:31 | 7    |

### Groep A3
| Plaats | Club              | Wed. | W | G | V | Saldo | Ptn. |
| ------ | ----------------- | ---- | - | - | - | ----- | ---- |
| 1.     | ABC               | 14   | 9 | 1 | 4 | 30:13 | 28   |
| 2.     | Campinense        | 14   | 7 | 4 | 3 | 23:12 | 25   |
| 3.     | América de Natal  | 14   | 6 | 4 | 4 | 25:20 | 22   |
| 4.     | Atlético Cearense | 14   | 6 | 3 | 5 | 22:20 | 21   |
| 5.     | Sousa             | 14   | 4 | 4 | 6 | 16:18 | 16   |
| 6.     | Central           | 14   | 3 | 6 | 5 | 13:17 | 15   |
| 7.     | Treze             | 14   | 2 | 9 | 3 | 18:16 | 15   |
| 8.     | Caucaia           | 14   | 2 | 3 | 9 | 20:51 | 9    |

|  | Geplaatst voor tweede fase |

### Groep A4
| Plaats | Club                | Wed. | W | G | V  | Saldo | Ptn. |
| ------ | ------------------- | ---- | - | - | -- | ----- | ---- |
| 1.     | Juazeirense         | 14   | 7 | 6 | 1  | 18:9  | 27   |
| 2.     | Itabaiana           | 14   | 7 | 5 | 2  | 22:13 | 26   |
| 3.     | Sergipe             | 14   | 6 | 5 | 3  | 16:8  | 23   |
| 4.     | Retrô Brasil        | 14   | 4 | 8 | 2  | 17:14 | 20   |
| 5.     | Atlético Alagoinhas | 14   | 4 | 6 | 4  | 15:17 | 18   |
| 6.     | Bahia de Feira      | 14   | 3 | 6 | 5  | 18:20 | 15   |
| 7.     | ASA                 | 14   | 3 | 3 | 8  | 12:22 | 12   |
| 8.     | Murici              | 14   | 1 | 3 | 10 | 14:29 | 6    |

### Groep A5
| Plaats | Club               | Wed. | W | G | V  | Saldo | Ptn. |
| ------ | ------------------ | ---- | - | - | -- | ----- | ---- |
| 1.     | Aparecidense       | 14   | 8 | 4 | 2  | 19:8  | 28   |
| 2.     | Nova Mutum         | 14   | 8 | 3 | 3  | 18:11 | 27   |
| 3.     | União Rondonópolis | 14   | 7 | 3 | 4  | 21:15 | 24   |
| 4.     | Brasiliense        | 14   | 6 | 3 | 5  | 22:14 | 21   |
| 5.     | Goianésia          | 14   | 5 | 6 | 3  | 15:14 | 21   |
| 6.     | Porto Velho        | 14   | 2 | 7 | 5  | 10:16 | 13   |
| 7.     | Gama               | 14   | 2 | 6 | 6  | 13:18 | 12   |
| 8.     | Jaraguá            | 14   | 1 | 2 | 11 | 6:28  | 5    |

|  | Geplaatst voor tweede fase |

### Groep A6
| Plaats | Club          | Wed. | W  | G | V | Saldo | Ptn. |
| ------ | ------------- | ---- | -- | - | - | ----- | ---- |
| 1.     | Ferroviária   | 14   | 10 | 3 | 1 | 24:5  | 33   |
| 2.     | Boa Esporte   | 14   | 6  | 6 | 2 | 20:11 | 24   |
| 3.     | Uberlândia    | 14   | 6  | 5 | 3 | 21:15 | 23   |
| 4.     | Caldense      | 14   | 6  | 3 | 5 | 26:19 | 21   |
| 5.     | Rio Branco-VN | 14   | 5  | 6 | 3 | 18:13 | 21   |
| 6.     | Rio Branco-ES | 14   | 4  | 3 | 7 | 17:22 | 15   |
| 7.     | Patrocinense  | 14   | 1  | 4 | 9 | 9:22  | 7    |
| 8.     | Águia Negra   | 14   | 1  | 4 | 9 | 13:41 | 7    |

### Groep A7
| Plaats | Club             | Wed. | W | G | V | Saldo | Ptn. |
| ------ | ---------------- | ---- | - | - | - | ----- | ---- |
| 1.     | Portuguesa       | 14   | 6 | 6 | 2 | 20:12 | 24   |
| 2.     | Santo André      | 14   | 6 | 3 | 5 | 16:13 | 21   |
| 3.     | Cianorte         | 14   | 4 | 8 | 2 | 12:9  | 20   |
| 4.     | Bangu            | 14   | 5 | 4 | 5 | 14:16 | 19   |
| 5.     | Inter de Limeira | 14   | 5 | 4 | 5 | 11:14 | 19   |
| 6.     | Boavista         | 14   | 5 | 3 | 6 | 11:13 | 18   |
| 7.     | São Bento        | 14   | 3 | 5 | 6 | 10:13 | 14   |
| 8.     | Madureira        | 14   | 3 | 5 | 6 | 12:16 | 14   |

|  | Geplaatst voor tweede fase |

### Groep A8
| Plaats | Club                | Wed. | W | G | V | Saldo | Ptn. |
| ------ | ------------------- | ---- | - | - | - | ----- | ---- |
| 1.     | Joinville           | 14   | 7 | 7 | 0 | 17:6  | 28   |
| 2.     | Cascavel            | 14   | 7 | 6 | 1 | 27:17 | 27   |
| 3.     | Caxias              | 14   | 4 | 6 | 4 | 15:13 | 18   |
| 4.     | Esportivo           | 14   | 4 | 6 | 4 | 15:13 | 18   |
| 5.     | Juventus de Jaraguá | 14   | 4 | 6 | 4 | 12:11 | 18   |
| 6.     | Marcílio Dias       | 14   | 4 | 6 | 4 | 13:17 | 18   |
| 7.     | Aimoré              | 14   | 3 | 3 | 8 | 15:18 | 12   |
| 8.     | Rio Branco-PR       | 14   | 1 | 4 | 9 | 8:27  | 7    |

## Tweede fase
In geval van gelijkspel worden strafschoppen genomen, tussen haakjes weergegeven. De clubs werden nog steeds geografisch tegen elkaar uitgeloot om verre reizen te vermijden. De clubs uit groep A1 speelden tegen die uit A2, A3 tegen A4, A5 tegen A6 en A7 tegen A8.
| Team #1            | Tot.        | Team #2           | 1ste wed | 2de wed |
| ------------------ | ----------- | ----------------- | -------- | ------- |
| Moto Club          | 4 - 1       | Castanhal         | 2 - 0    | 2 - 1   |
| Penarol            | 1 - 3       | 4 de Julho        | 1 - 0    | 0 - 3   |
| Galvez             | 0 - 2       | Guarany de Sobral | 0 - 0    | 0 - 2   |
| Paragominas        | 3 - 1       | São Raimundo-RR   | 1 - 0    | 2 - 1   |
| Retrô Brasil       | 3 - 4       | ABC               | 1 - 1    | 2 - 3   |
| América de Natal   | 3 - 1       | Itabaiana         | 1 - 1    | 2 - 0   |
| Atlético Cearense  | 1 - 1 (5-3) | Juazeirense       | 1 - 1    | 0 - 0   |
| Sergipe            | 3 - 3 (2-4) | Campinense        | 2 - 2    | 1 - 1   |
| Caldense           | 2 - 3       | Aparecidense      | 1 - 0    | 1 - 3   |
| União Rondonópolis | 3 - 1       | Boa Esporte       | 2 - 0    | 1 - 1   |
| Brasiliense        | 0 - 1       | Ferroviária       | 0 - 0    | 0 - 1   |
| Uberlândia         | 3 - 1       | Nova Mutum        | 1 - 1    | 2 - 0   |
| Caxias             | 1 - 1 (4-1) | Portuguesa        | 1 - 0    | 0 - 1   |
| Cianorte           | 3 - 0       | Cascavel          | 0 - 0    | 3 - 0   |
| Bangu              | 2 - 2 (3-4) | Joinville         | 1 - 1    | 1 - 1   |
| Esportivo          | 1 - 1 (5-4) | Santo André       | 0 - 1    | 1 - 0   |

## Derde fase
Ook in de derde fase blijven de clubs regionaal onderverdeeld om verre verplaatsingen te vermijden. In geval van gelijkspel telt de uitdoelpuntregel, indien de stand dan nog hetzelfde is worden er strafschoppen genomen, tussen haakjes weergegeven.
| Team #1           | Tot.  | Team #2            | 1ste wed | 2de wed |
| ----------------- | ----- | ------------------ | -------- | ------- |
| América de Natal  | 5 - 2 | Moto Club          | 1 - 0    | 4 - 2   |
| 4 de Julho        | 1 - 3 | ABC                | 1 - 1    | 0 - 2   |
| Campinense        | 4 - 1 | Guarany de Sobral  | 2 - 1    | 2 - 0   |
| Atlético Cearense | 3 - 2 | Paragominas        | 2 - 0    | 1 - 2   |
| Cianorte          | 0 - 1 | Aparecidense       | 0 - 0    | 0 - 1   |
| Caxias            | 4 - 0 | União Rondonópolis | 2 - 0    | 2 - 0   |
| Uberlândia        | 3 - 1 | Joinville          | 1 - 1    | 2 - 0   |
| Esportivo         | 2 - 3 | Ferroviária        | 1 - 2    | 1 - 1   |

## Vierde fase
Vanaf de vierde fase zijn de confrontaties niet meer regionaal. De resultaten van de groepsfase en de tweede en derde fase worden opgeteld. De vier clubs met de meeste punten nemen het op tegen de clubs met de minste punten. 

|  | kwartfinale       | kwartfinale       | kwartfinale | kwartfinale |   |              | halve finale | halve finale | halve finale | halve finale |  |              | finale | finale | finale | finale |  |  |
|  |                   |                   |             |             |   |              |              |              |              |              |  |              |        |        |        |        |  |  |
|  | Uberlândia        | 0                 | 1           | 1           |   |              |              |              |              |              |  |              |        |        |        |        |  |  |
|  | Aparecidense      | 1                 | 1           | 2           |   |              |              |              |              |              |  |              |        |        |        |        |  |  |
|  | Aparecidense      | 1                 | 1           | 2           |   | Aparecidense | 4            | 0            | 4            |              |  |              |        |        |        |        |  |  |
|  |                   |                   |             |             |   | Aparecidense | 4            | 0            | 4            |              |  |              |        |        |        |        |  |  |
|  |                   | ABC               | 2           | 1           | 3 |              |              |              |              |              |  |              |        |        |        |        |  |  |
|  | Caxias            | ABC               | 2           | 1           | 3 | 0            | 0            | 0            |              |              |  |              |        |        |        |        |  |  |
|  | Caxias            |                   |             |             |   | 0            | 0            | 0            |              |              |  |              |        |        |        |        |  |  |
|  | ABC               | 0                 | 3           | 3           |   |              |              |              |              |              |  |              |        |        |        |        |  |  |
|  | ABC               | 0                 | 3           | 3           |   |              |              |              |              |              |  | Aparecidense | 1      | 1      | 2      |        |  |  |
|  |                   |                   |             |             |   |              |              |              |              |              |  | Aparecidense | 1      | 1      | 2      |        |  |  |
|  |                   | Campinense        | 0           | 1           | 1 |              |              |              |              |              |  |              |        |        |        |        |  |  |
|  | América de Natal  | Campinense        | 0           | 1           | 1 | 0            | 0            | 0 (2)        |              |              |  |              |        |        |        |        |  |  |
|  | América de Natal  |                   |             |             |   | 0            | 0            | 0 (2)        |              |              |  |              |        |        |        |        |  |  |
|  | Campinense        | 0                 | 0           | 0 (4)       |   |              |              |              |              |              |  |              |        |        |        |        |  |  |
|  | Campinense        | 0                 | 0           | 0 (4)       |   | Campinense   | 1            | 3            | 4            |              |  |              |        |        |        |        |  |  |
|  |                   |                   |             |             |   | Campinense   | 1            | 3            | 4            |              |  |              |        |        |        |        |  |  |
|  |                   | Atlético Cearense | 1           | 1           | 2 |              |              |              |              |              |  |              |        |        |        |        |  |  |
|  | Atlético Cearense | Atlético Cearense | 1           | 1           | 2 | 1            | 0            | 1 (4)        |              |              |  |              |        |        |        |        |  |  |
|  | Atlético Cearense |                   |             |             |   | 1            | 0            | 1 (4)        |              |              |  |              |        |        |        |        |  |  |
|  | Ferroviária       | 1                 | 0           | 1 (3)       |   |              |              |              |              |              |  |              |        |        |        |        |  |  |

Details finale
Heen
|                  |            |           |              |                                                                                              |
| 6 november 16:00 | Campinense | 0 – 1     | Aparecidense | Estádio Amigão, Campina Grande Toeschouwers: 2731 Scheidsrechter: Paulo Roberto Alves Junior |
| 6 november 16:00 |            | 21' David |              | Estádio Amigão, Campina Grande Toeschouwers: 2731 Scheidsrechter: Paulo Roberto Alves Junior |

| Campinense | Aparecidense |

Terug
|                   |              |       |            |                                                                                               |
| 13 november 16:00 | Aparecidense | 1 – 1 | Campinense | Estádio Annibal Toledo, Aparecida de Goiânia Toeschouwers: 1995 Scheidsrechter: Raphael Claus |
| 13 november 16:00 | Samuel 77'   |       | 53' Dione  | Estádio Annibal Toledo, Aparecida de Goiânia Toeschouwers: 1995 Scheidsrechter: Raphael Claus |

| Aparecidense | Campinense |

2009 · 2010 · 2011 · 2012 · 2013 · 2014 · 2015 · 2016 · 2017 · 2018 · 2019 · 2020 · 2021 · 2022 · 2023 · 2024